# Plator sinicus
Plator sinicus är en spindelart som beskrevs av Zhu och Wang 1963. Plator sinicus ingår i släktet Plator och familjen Trochanteriidae. Inga underarter finns listade i Catalogue of Life.